# Magersfontein

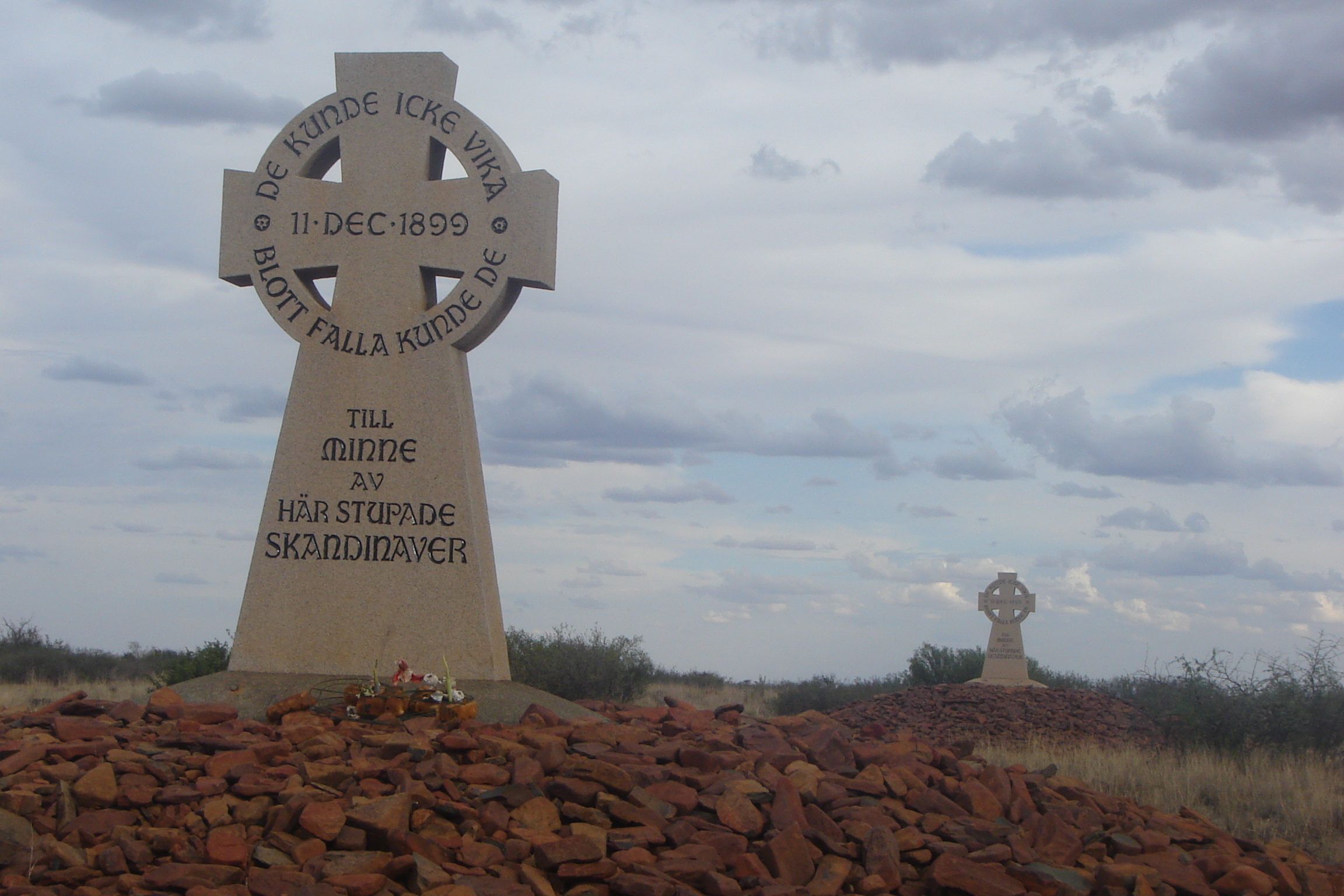
Memoriale per i soldati scandinavi caduti durante la Battaglia di Magersfontein

Il sito di Magerfontein è il luogo dove nel dicembre 1899 fu combattuta, nel corso della seconda guerra boera, la Battaglia di Magersfontein. Il campo di battaglia è collocato alle coordinate di 
28°57′15″S 24°43′51.78″E, e si trova a sud della città di Kimberley, nella Provincia del Capo Settentrionale, in Sudafrica, e può essere raggiunta percorrendo per 31,5 km la strada che porta all'Aeroporto di Kimberley, oppure percorrendo per 47,5 km la statale che attraversa il fiume Modder.